# Tweed Heads (Nový Jižní Wales)
Tweed Heads je město v Novém Jižním Walesu. Leží se na řece Tweed v severovýchodním Novém Jižním Walesu v Austrálii, v Tweed Shire, nedalko hranic s Queenslandem. Město má přibližně 8 200 obyvatel.
Sousedí s městem Coolanga, předměstím Gold Coast . Bývá zmiňováno jako město, kde lidé mohou měnit časová pásma – dokonce slavit Nový rok dvakrát – překročením ulice. To je zapříčiněno blízkosti hranic s Queenslandem a skutečností, že Nový Jižní Wales mění čas na letní, zatímco Queensland ne.

## Dějiny
V roce 1823 John Oxley jako první Evropan spatřil udolí Tweed a zapsal si o něm: „Hluboké bohaté údolí nádhernými stromy, jehož nádhernou jednolitost narušovaly pouze zákruty řeky, které zde vypadaly jako malá jezírka. Pozadí tvořila hora Warning. Pohled byl naprosto nádherný, nepopsatelný. Scenérie tady předčila vše, co jsem dosud viděl v Austrálii.“ 
Dřevorubci se původně přestěhovali do údolí Tweed roku 1844. Po vytěžení dřeva se sem nastěhovali pěstitelé banánů, cukrové třtiny a producenti mléčných výrobků. Tyto obory dominovaly oblasti v období rozvoje rybolovu. První škola byla otevřena v roce 1871.
V květnu 1888 společnost WH Brett dražila na aukci 119 pozemků „Boyd Estate“.  Mapa inzerující aukci zobrazuje nemovitosti nacházející se u řeky Tweed.

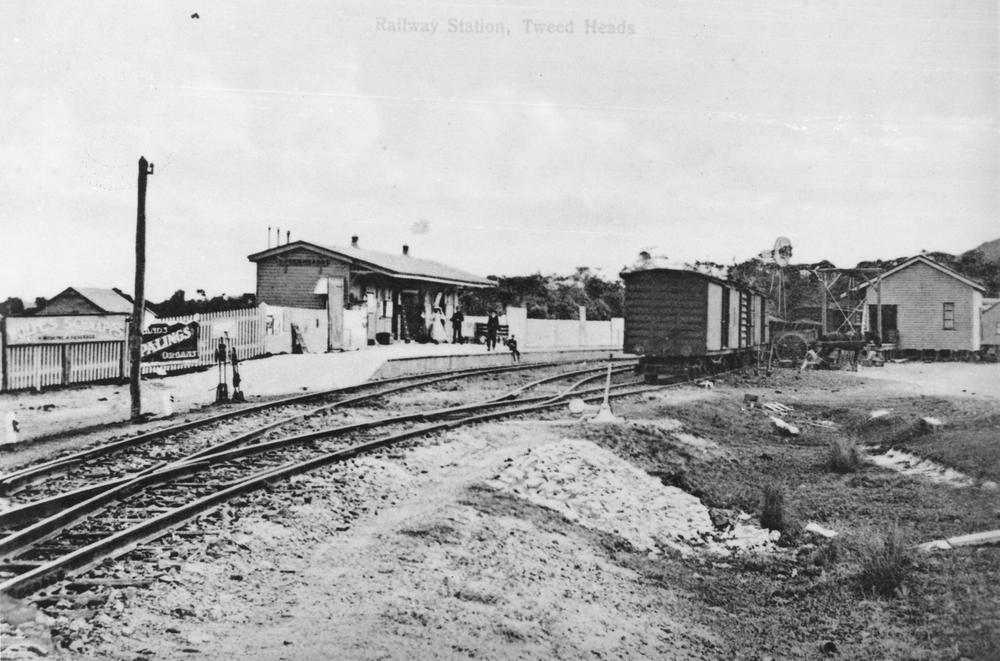
Stanice Tweed Heads, cca 1911

Tweed Heads byl připojen k systému Queensland Railways, přičemž linka jižního pobřeží poskytovala přímé spojení s Brisbane Železnice byla otevřena 10. srpna 1903. Doufalo se, že vláda Nového Jižního Walesu prodlouží svou železniční trať z Murwillumbah do Tweed Heads, ale k tomu nedošlo vzhledem k nákladům na obnovení půdy a výdajům spojeným s výstavbou tunelu a mostu, který by byl potřeba. Železniční stanice Tweed Heads se nacházela na západní straně ulice Enid mezi Bay Street a Frances Street.  Železniční trať do Brisbane byla uzavřena v roce 1961; pozemek stanice byl přeměněn na parky a komerční zástavbu. 
Tweed Heads a Coolangatta Surf Life Saving Club byly otevřeny 13. září 1911. 
V dubnu 1916 bylo inzerováno 69 parcel Charles' Tweed Heads pododdělení, které měly být vydraženy společností P. Smith & Son.  Mapa inzerující aukci ukazuje nemovitosti rozmístěné v okolí Terranora Creek.
V listopadu 1917 bylo SA Thorntonem inzerováno 46 rozdělených parcel „Marks Estate“.  Mapa inzerující aukci zobrazuje nemovitosti umístěné v blízkosti Terranora Creek, Coolangatta a Tichého oceánu a popisuje parcely jako dokonale rovné, velké s nádhernými výhledy.
Tweed Shire včetně Murwillumbah byl vyhlášen v roce 1947. 
Tweed Heads bylo kulisami fiktivního města Porpoise Spit ve filmu Muriel's Wedding z roku 1994.
V dubnu 2020 byly v ulicích Tweedu poblíž státní hranice zřízeny zábrany na kontrolních stanovištích, které omezily cestování do Queenslandu během pandemie COVID-19.

## Cestovní ruch
Vzhledem ke své blízkosti ke Gold Coast má Tweed Heads ekonomiku silně založenou na cestovním ruchu.
Mezi nejoblíbenější turistické cíle v okolí Tweed Heads patří:
- Mount Warning, jedna z největších štítových sopek na jižní polokouli

- národní parky Nightcap, Border Ranges, Springbrook a Lamington, oplývající subtropickou faunou a flórou. [12]